# Porro Bluff
Das Porro Bluff ist ein Felsenkliff an der Danco-Küste des Grahamlands im Norden der Antarktischen Halbinsel. Es liegt südlich des Birdsend Bluff und überragt den Errera-Kanal.
Das Kliff ist erstmals 1950 namenlos auf einer argentinischen Landkarte verzeichnet. Das UK Antarctic Place-Names Committee benannte es am 23. September 1960 nach dem italienischen Ingenieur Ignazio Porro (1801–1875), dem Erfinder des Porroprismas, der über dies hinaus wichtige Beiträge zur Entwicklung von Stereomikroskopen geliefert hatte.